# PSA World Tour Finals der Damen 2020/21
Die PSA World Tour Finals der Damen 2020/21 fanden vom 22. bis 27. Juni 2021 in der ägyptischen Hauptstadt Kairo statt. Die 15. Austragung des Saisonabschlussturniers war Teil der PSA World Tour der Damen 2020/21 und mit 185.000 US-Dollar dotiert. Parallel fand das Saisonabschlussturnier der Herren statt.
Vorjahressiegerin Hania El Hammamy, an Position zwei gesetzt, gelang erneut der Einzug ins Endspiel, in dem sie auf die an Position drei gesetzte Nouran Gohar traf. Gohar gewann die Finalpartie mit 11:9, 11:6, 8:11 und 11:8 und sicherte sich somit ihren ersten Titelgewinn bei den World Tour Finals.

## Qualifikation und Modus
Die Gewinner aller Turniere der Kategorie PSA World Tour Platinum der Saison 2020/21 waren direkt qualifiziert. Alle Plätze, die durch mehrfache Titelträgerinnen übrig blieben, gingen an die nächste Spielerin in der Punkterangliste. Da die Weltmeisterschaften erst nach den Finals ausgetragen wurden, entfiel der direkte Qualifikationsplatz der Weltmeisterin. Qualifizierte Spielerinnen sind fett markiert.
| #  | Spielerin        | Punkte | Turniere | Platinum-Siege |
| -- | ---------------- | ------ | -------- | -------------- |
| 1  | Nour El Sherbini | 8.680  | 4        | 3              |
| 2  | Hania El Hammamy | 4.515  | 5        |                |
| 3  | Nouran Gohar     | 4.460  | 4        |                |
| 4  | Amanda Sobhy     | 4.160  | 5        |                |
| 5  | Sarah-Jane Perry | 3.840  | 5        |                |
| 6  | Camille Serme    | 3.260  | 5        |                |
| 7  | Joelle King      | 2.920  | 5        |                |
| 8  | Salma Hany       | 2.910  | 5        |                |
| 9  | Nour El Tayeb    | 2.325  | 2        |                |
| 10 | Hollie Naughton  | 1.673  | 5        |                |
| 11 | Rowan Elaraby    | 1.655  | 4        |                |
| 12 | Nele Gilis       | 1.618  | 5        |                |
| 13 | Joshna Chinappa  | 1.595  | 4        |                |
| 14 | Tinne Gilis      | 1.513  | 5        |                |
| 15 | Olivia Clyne     | 1.435  | 4        |                |
| 16 | Nadine Shahin    | 1.415  | 5        |                |

Die Vorrunde wurde in zwei Gruppen mit je vier Spielern im Best-of-three-Format ausgetragen. Für einen 2:0-Sieg wurden vier Punkte, für einen 2:1-Sieg drei Punkte und für eine 1:2-Niederlage ein Punkt vergeben. Bei Punktgleichheit entschied der direkte Vergleich. Waren drei oder mehr Spielerinnen am Ende punktgleich, zählte das Verhältnis der gewonnenen Einzelpunkte. Die Gruppensiegerinnen und -zweiten zogen ins Halbfinale ein, das ebenfalls im Best-of-three-Format gespielt wurde. Das Finale wurde über drei Gewinnsätze ausgetragen.

## Preisgelder und Weltranglistenpunkte
Bei dem Turnier wurden die folgenden Preisgelder und Weltranglistenpunkte für das Erreichen der jeweiligen Runde ausgezahlt bzw. gutgeschrieben. Die Beträge sind nicht kumulativ zu verstehen. Das Gesamtpreisgeld betrug 185.000 US-Dollar.
| Runde         | Preisgeld |
| ------------- | --------- |
| Sieg          | 52.725 $  |
| Finale        | 35.150 $  |
| Halbfinale    | 21.969 $  |
| Gruppendritte | 13.181 $  |
| Gruppenvierte | 8.788 $   |

| Runde                 | Punkte   |
| --------------------- | -------- |
| Sieg                  | + 1000 1 |
| Finale                | + 550    |
| Halbfinale            | + 200    |
| Gruppenphase pro Sieg | + 150    |

 1 Sollte die Gewinnerin ungeschlagen bleiben, erhält sie einen Bonus von zusätzlichen 150 Punkten.

## Finalrunde

### Gruppenphase

#### Gruppe A

##### Tabelle
| Pos. | Setzliste | Spielerin        | Spiele | Sätze | EP    | Punkte |
| ---- | --------- | ---------------- | ------ | ----- | ----- | ------ |
| 1    | 3         | Nouran Gohar     | 3:0    | 6:2   | 88:65 | 10     |
| 2    | 6         | Camille Serme    | 2:1    | 4:3   | 74:52 | 7      |
| 3    | 1         | Nour El Sherbini | 1:2    | 4:4   | 70:78 | 6      |
| 4    | 8         | Salma Hany       | 0:3    | 1:6   | 38:75 | 1      |

##### Ergebnisse
| Spielerin        | Spielerin     | Ergebnis          |
| ---------------- | ------------- | ----------------- |
| Nouran Gohar     | Salma Hany    | 9:11, 11:5, 11:2  |
| Nour El Sherbini | Camille Serme | 12:10, 3:11, 6:11 |
| Nour El Sherbini | Salma Hany    | 11:8, 11:6        |
| Nouran Gohar     | Camille Serme | 11:8, 14:12       |
| Camille Serme    | Salma Hany    | 11:4, 11:2        |
| Nour El Sherbini | Nouran Gohar  | 12:10, 7:11, 8:11 |

#### Gruppe B

##### Tabelle
| Pos. | Setzliste | Spielerin        | Spiele | Sätze | EP    | Punkte |
| ---- | --------- | ---------------- | ------ | ----- | ----- | ------ |
| 1    | 2         | Hania El Hammamy | 3:0    | 6:0   | 67:47 | 12     |
| 2    | 7         | Joelle King      | 2:1    | 4:2   | 60:53 | 8      |
| 3    | 5         | Sarah-Jane Perry | 1:2    | 2:4   | 55:53 | 4      |
| 4    | 4         | Amanda Sobhy     | 0:3    | 0:6   | 41:66 | 0      |

##### Ergebnisse
| Spielerin        | Spielerin        | Ergebnis    |
| ---------------- | ---------------- | ----------- |
| Hania El Hammamy | Sarah-Jane Perry | 11:7, 11:9  |
| Amanda Sobhy     | Joelle King      | 5:11, 8:11  |
| Hania El Hammamy | Amanda Sobhy     | 11:9, 11:7  |
| Sarah-Jane Perry | Joelle King      | 10:12, 7:11 |
| Hania El Hammamy | Joelle King      | 12:10, 11:5 |
| Amanda Sobhy     | Sarah-Jane Perry | 8:11, 4:11  |

### Halbfinale
| Spielerin        | Spielerin     | Ergebnis          |
| ---------------- | ------------- | ----------------- |
| Nouran Gohar     | Joelle King   | 11:2, 10:12, 11:6 |
| Hania El Hammamy | Camille Serme | 11:6, 3:11, 14:12 |

### Finale
| Spielerin    | Spielerin        | Ergebnis               |
| ------------ | ---------------- | ---------------------- |
| Nouran Gohar | Hania El Hammamy | 11:9, 11:6, 8:11, 11:8 |